# Haugschlag
Haugschlag är en ort och kommun  i Österrike. Den ligger i distriktet Gmünd i förbundslandet Niederösterreich, 130 km nordväst om huvudstaden Wien. Kommunen gränsar i norr mot Tjeckien.
Kommunen består av fyra orter (Ortschaften) (inom parentes invånarantal 1 januari 2024):
- Griesbach (93)
- Haugschlag (247)
- Rottal (67)
- Türnau (74)